# Manifesto dei 363
(Manifesto dei 363)
Con l’espressione Manifesto dei 363 ci si riferisce ad una dichiarazione di potesta, indirizzata dai deputati repubblicani alla Camera dei Deputati della Terza Repubblica francese, indirizzata al Presidente della Repubblica, maresciallo Patrice de Mac-Mahon.

## Contesto storico

### Antefatti
Le elezioni legislative del 1876, avevano segnato una vittoria dei diversi raggruppamenti repubblicani, consegnando loro in totale 363 seggi.
Ciò malgrado, il 16 maggio 1877, il Presidente Patrice de Mac-Mahon ottenne le dimissioni del governo presieduto da Jules Simon, un repubblicano gambettista.
A tale richiesta di dimissioni si oppose categoricamente la maggioranza repubblicana della Camera dei Deputati. La sera stessa più di 300 deputati repubblicani si riunirono al Grand Hôtel de Paris, al fine di condannare la politica del Presidente della Repubblica e di convenire la votazione di una mozione proclamante «la preponderanza del potere parlamentare che si esercita attraverso la responsabilità ministeriale».
L’indomani Léon Gambetta intervenne alla Camera e pronunciò una requisitoria contro Mac-Mahon.
Quest’ultimo ne fu a tal punto irritato, da risolversi ad affidare il nuovo governo al duca di Broglie: un fervente monarchico e fautore della politica dell’ordine morale.
Un'aperta sfida, alla quale i repubblicani risposero redigendo e tutti insieme firmando il documento di protesta, destinato ad essere ricordato come il "manifesto dei 363".

### Stesura e pubblicazione
Essi agivano su ispirazione di quei parlamentari liberali che, molti anni prima, nel 1830, avevano sottoscritto l’Indirizzo dei 221 per denunciare i pretesi abusi del sovrano Carlo X.
I repubblicani sostenevano la teoria di un governo responsabile davanti alle Camere, di fronte ad un Mac-Mahon che si definiva «al di sopra dei partiti», con ciò intendendo che il Presidente della Repubblica nominava i suoi ministri come meglio gli fosse piaciuto.
Il manifesto, redatto da Eugène Spuller, vicino a Gambetta, accusava di fronte agli elettori il governo del duca di Broglie per «la politica reazionaria e avventuristica» («la politique de réaction et d’aventures»).

### Conseguenze

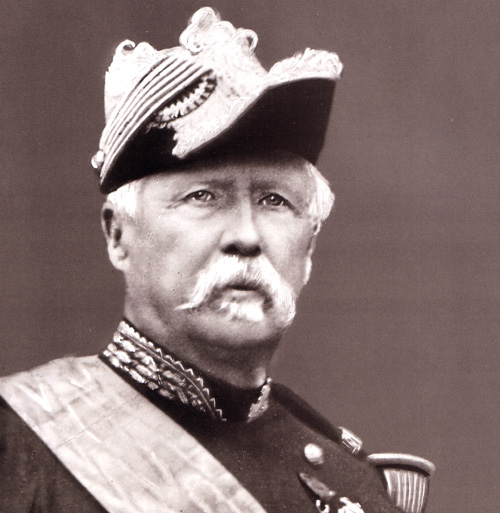
Ritratto (1870 circa) del Maresciallo Mac-Mahon, iniziatore della crisi del 16 maggio.

Il Presidente della Repubblica procedette allora, con l’accordo costituzionalmente indispensabile del Senato, allo scioglimento della Camera dei Deputati, dando avvio ad una intensa campagna preelettorale ed elettorale. 
A favore dei repubblicani giocò pure la morte di Adolphe Thiers, il 3 settembre: i funerali si trasformarono infatti in una grande manifestazione politica repubblicana. Lo stesso Gambetta percorse la Francia in lungo e in largo, mettendosi in mostra per la propria verve: specie in un celebre discorso a Lilla («dovrà [Mac-Mahon] sottomettersi o dimettersi», «Il faudra se soumettre ou se démettre»).
Le elezioni consentirono ai repubblicani di conservare la Camera, e di forzare il Presidente della Repubblica a incaricare un governo aderente alla maggioranza parlamentare.
Lo stesso Mac-Mahon si sarebbe dimesso un anno più tardi, nel gennaio 1879, dopo che i repubblicani ebbero conquistato anche il Senato, per lasciare il posto al repubblicano Jules Grévy.

## Il Manifesto

### Testo
Il decreto che è stato testé comunicato ai vostri rappresentanti, è il primo atto di un nuovo ministero di combattimento, che pretende di tenere in scacco la volontà della Francia; il messaggio del presidente della Repubblica non lascia più alcun dubbio circa le intenzioni dei suoi consiglieri: la Camera è aggiornata di un mese, nell’attesa di ottenere dal Senato il decreto che deve dissolverla.
Un gabinetto che non aveva mai perso la maggioranza in alcun voto, è stato congedato senza discussione. I nuovi ministri hanno compreso che, se essi lasciano la parola al Parlamento, lo stesso giorno che avrà visto l’avvenimento del gabinetto presieduto dal Signor Duca di Broglie, ne vedrebbe pure la caduta.
Nell’impossibilità di portare alla tribuna l’espressione pubblica della nostra riprobazione, nostro primo pensiero è di rivolgerci a voi e dirvi, come i repubblicani dell’Assemblea Nazionale all’indomani del 24 maggio, che le intraprese degli uomini che afferrano oggi il potere, saranno ancora una volta impotenti.
La Francia vuole la Repubblica; ella l’ha affermato il 20 febbraio 1876, ella lo sarà ancora tutte le volte che sarà consultata, ed è in quanto il suffragio universale deve rinnovare quest’anno i Consigli dei dipartimenti e dei comuni che si pretende di fermare l’espressione della volontà nazionale e che si impedisce anzitutto la parola ai vostri rappresentanti.
Come dopo il 24 maggio, la nazione mostrerà col proprio sangue freddo, la propria pazienza, la propria risoluzione, che una incorreggibile minoranza non saprebbe strapparle il governo.
Quanto dolorosa che sia questa prova inattesa, che perturba gli affari, che inquieta gli interessi, e che potrebbe compromettere il successo dei magnifici sforzi della nostra industria per il grande appuntamento pacifico della Esposizione universale del 1878; quali che siano le ansietà nazionali nel mezzo delle complicazioni della politica europea, la Francia non si lascerà né ingannare né intimidire. Ella resisterà a tutte le provocazioni, a tutte le sfide.
I funzionari repubblicani attenderanno al loro posto di essere revocati prima di separarsi dalle popolazioni la fiducia delle quali essi posseggono.
Quelli fra i nostri concittadini che sono stati chiamati nei Consigli eletti del paese raddoppieranno di zelo e d’attività, di dedizione e di patriottismo, per conservare i diritti e le libertà della nazione.

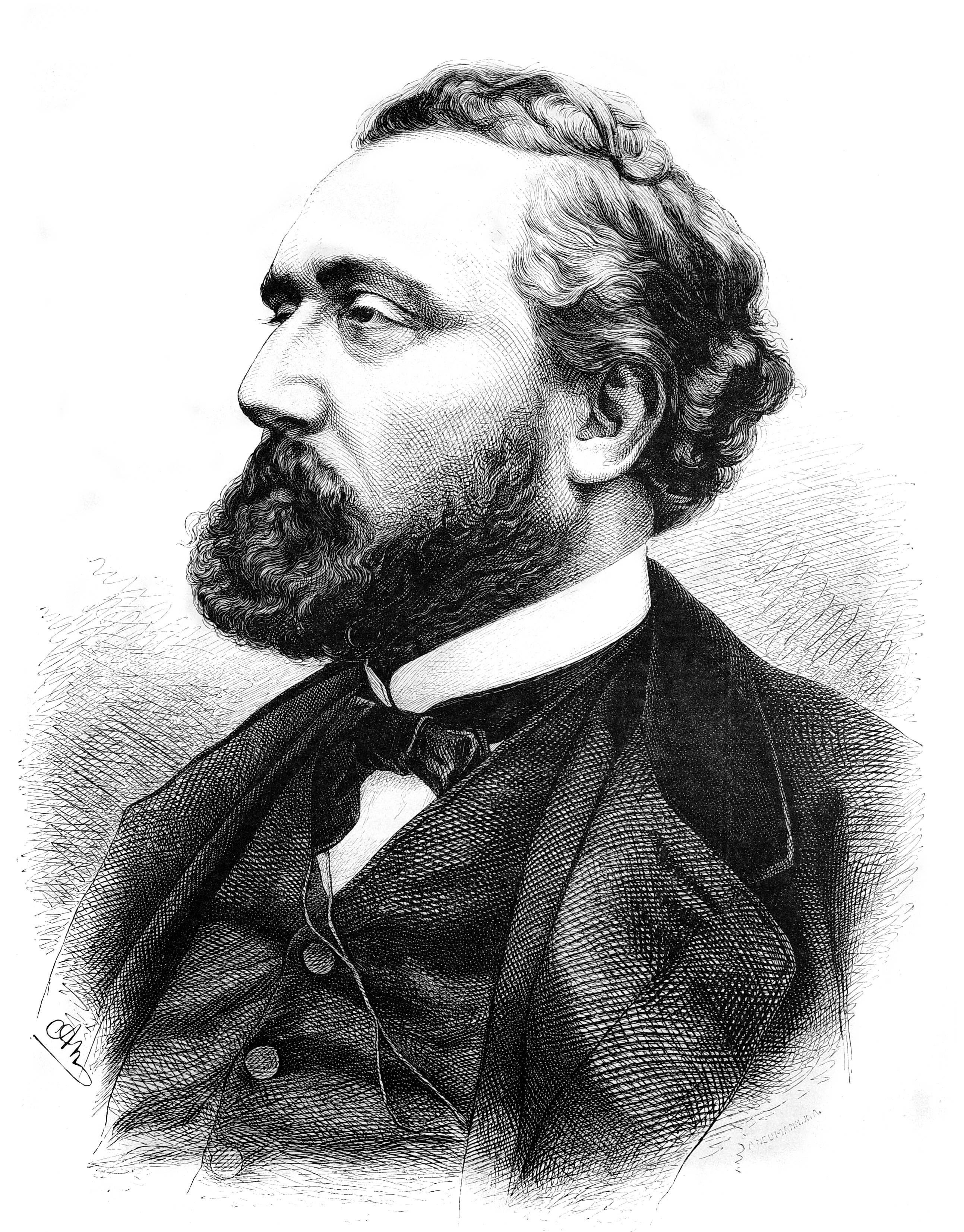
Léon Gambetta, incisione del 1878

Quanto a noi, vostri rappresentanti, sin da ora rientriamo in comunicazione diretta con voi; noi vi chiediamo di pronunciarvi, fra la politica di reazione e d’avventura (la politique de réaction et d’aventures) che bruscamente rimette in questione tutto ciò che è stato così faticosamente guadagnato negli ultimi sei anni, e la politica saggia e ferma, pacifica e progressiva che voi avete già approvato.
Cari concittadini,
Questa nuova prova non sarà di lunga durata: in cinque mesi al più, la Francia avrà la parola; noi abbiamo la certezza che ella non si smentirà. La Repubblica uscirà più forte che mai dalle urne popolari, i partiti del passato saranno definitivamente vinti, e la Francia potrà guardare all’avvenire con fiducia e serenità.
Hanno firmato i membri dei banchi delle Sinistre:
[Centro-sinistra; Sinistra repubblicana; Unione repubblicana; Estrema sinistra; Firma dei deputati che adottano il manifesto all’unanimità]»

### Firmatari
- Eugène Spuller
- François Marc Godissart
- Gustave Swiney
- Rémy Jacques
- Jean-Baptiste Lalanne
- François Ratier
- Pétrus Richarme
- Alphonse Picart
- Joseph Nédellec
- Léonce Destremx
- Pierre Eugène Lesguillon
- Albert Benoist
- Louis Florent-Lefebvre
- François Gros-Gurin
- Joseph Cosson
- Auguste Grandpierre
- Jean-Baptiste Defoulenay
- Isidore Christophle
- Edmond Tiersot
- Louis Rouvre
- Thomas Costes
- Joseph Chaley
- Xavier Bouquet
- Étienne Médal
- Jean-Baptiste Ninard
- Alfred Tallon
- Antoine Mas
- Paul Cotte
- Henri Fréminet
- Édouard de Sonnier
- Bernard Dupouy
- Louis Theilard
- Hector Alexandre Bartoli
- Émile Vernhes
- Pierre Chabrié
- Jean-Baptiste Chavassieu
- Louis Cavalié
- François Rougé
- Alexandre Papon
- Charles-André Seignobos
- Théodore Lavignère
- Ambroise Bravet
- Bernard Marty
- Joseph Lasserre
- Jean-Jacques Durrieu
- Jean-Paul Duffo
- Pierre Marcellin Rouveure
- Henri Salomon
- Étienne Théodore Mondésir Lacascade
- Eugène Lisbonne
- Gustave de Laffitte de Lajoannenque
- Louis Jacques Lacaze
- Jean-Jacques Alicot
- Honoré Roux
- Louis Desseaux
- Louis Devaux
- Henri Giraud
- Alexandre Maitret
- Jean Oudoul
- Victor Plessier
- Victor Magniez
- Charles Jenty
- Paul-Alexandre Robert de Massy
- François Gastu
- Jacques François Gudin
- Théodore Vignes
- Ferdinand Reymond
- Eugène Farcy
- Gustave Loustalot
- François Cantagrel
- Louis Sallard
- Léon Bonnel
- Ernest Louis Carré-Kérisouet
- Louis Laussedat
- Daniel Mayet
- Ernest Deusy
- Armand Duportal
- Julien Maigne
- Frédéric Mestreau
- Eugène Rollet
- Joseph Marion de Faverges
- Gaston de Douville-Maillefeu
- Jean-Joseph Even
- François Girot-Pouzol
- André Duclaud
- Albert Descamps
- Charles Mention
- Théophile Souchu-Servinière
- François Gilliot
- Louis Laumond
- Charles Merlin
- Charles Desmoutiers
- Albert Ducroz
- Pascal Duprat
- Paul Maunoury
- Auguste Le Cherbonnier
- Jules Thiessé
- Étienne Drumel
- Sosthène Patissier
- Louis Vignancour
- Armand Fourot
- Émile Brelay
- Pierre Durand
- Théodore Charpentier
- Alphonse Grollier
- Paul Breton
- Charles Félix Fouquet
- Louis Levavasseur
- Georges Arnoult
- Alphonse Bottard
- Raymond Bastid
- Eugène Durand
- Auguste Boulard
- Jean-Louis Lepouzé
- Barthélémy Ferrary
- Gustave Colin
- Théophile Marcou
- Eugène Jeanmaire
- Eugène Parry
- Charles-Félix Frébault
- Édouard Bresson
- Augustin Daumas
- Louis Riondel
- Xavier Bourrillon
- Christophe Bertholon
- Aimé Leroux
- Antoine Daron
- Auguste Galpin
- André Thourel
- Ernest Vissaguet
- Jules Duvaux
- Léonard Corentin-Guyho
- Wladimir Gagneur
- Jean-Claude Perras
- Guillaume-Amédée Devade
- Franck Chauveau
- Henri Lévêque
- Léon Bienvenu
- Jean-François Huon
- Auguste Gleizal (1804-1880)
- Théophile Roger-Marvaise
- Étienne Buyat
- Eugène Casse
- Émile Guyot
- David Lanel
- Charles Guinot
- Léon Vacher
- Jean Garrigat
- Jean-Baptiste Bouteille
- Jacques Tondu
- Félix Gaudy
- Claude-Marie Versigny
- Clément Silva
- Victor Guichard (1803-1884)
- Hippolyte Gassier
- Jean Couturier
- Louis Hugot
- Pierre-Henri de Lacretelle
- Émile Riotteau
- Jean Mercier
- Eugène Mir
- Léon Journault
- Henri Liouville
- Théophile de Pompéry
- Frédéric Escanyé
- Lazare Escarguel
- Amaury Dréo
- Antoine-Léonce Guyot-Montpayroux
- Mesmin Florent Bernier
- Louis Gatineau
- Louis Chassaignac de Latrade
- Cyprien Chaix
- Pierre Dreux
- Louis Mie
- Antoine Chevandier
- Charles Rameau
- Jules Lecesne
- Alfred Leconte
- Noël Parfait
- Armand-Isidore-Sylvain Petiet
- Edmond Berlet
- Charles-Adolphe Truelle
- Philippe Devoucoux
- Albert Joly
- Pierre Blanc
- Jean Girault
- Charles Cherpin
- Martin Nadaud
- Émile-François Gaudin
- Louis Greppo
- Léon Gambetta
- Léon Renault
- Bernard Lavergne
- Honoré Chancel
- Louis-Paul Codet
- Alexandre Labadié
- Armand Fallières
- Émile Loubet
- Bernard Roudier
- Charles Mollien
- Jean-François-Charles Dufay
- Achille Scrépel
- Joseph de Gasté
- Fidèle Simon
- Charles Boysset
- Joseph Petitbien
- Ernest Duvergier de Hauranne
- Arsène Picard
- Jean-Baptiste Bouthier de Rochefort
- Étienne Brossard
- Camille Sée
- Charles Houyvet
- Lucien Pillet Desjardins
- Alphonse Gent
- Jean Casimir-Perier
- Étienne Lamy
- Nicolas Parent
- Victor Bousquet
- Jules Ferry